# 火鳥十
鳳凰座γ，又名CD-43 449，HD 9053、SAO 215516、HR 429，是鳳凰座的一颗恒星，视星等为3.41，位于銀經280.52，銀緯-72.17，其B1900.0坐标为赤經1h 24m 1.4s，赤緯-43° -72.17′ 50″。